# هنوز نرو
هنوز نرو (انگلیسی: Don't Go Yet) ترانه‌ای از خواننده آمریکایی کوبایی‌تبار کامیلا کبیو است. این آهنگ توسط کبیو، اسکات هریس، اریک فردریک و مایک سابف نوشته شده و توسط دو نفر آخر تهیه شده‌است. این آهنگ در ۲۳ ژوئیه ۲۰۲۱ از طریق اپیک رکوردز به‌عنوان تک‌آهنگ اصلی سومین آلبوم استودیویی آینده‌اش، «خانواده» منتشر شد. این آهنگ در ۲۷ ژوئیه ۲۰۲۱ به رادیو و فرمت‌های رادیویی موزون معاصر ایالات متحده ارائه شد.